# Milnesium alabamae
Espèce
Milnesium alabamae est une espèce de tardigrades de la famille des Milnesiidae. 

## Distribution
Cette espèce est endémique d'Alabama aux États-Unis.

## Étymologie
Son nom d'espèce lui a été donné en référence au lieu de sa découverte, l'Alabama.

## Publication originale
- Wallendorf & Miller, 2009 : Tardigrades of North America: Milnesium alabamae nov. sp. (Eutardigrada: Apochela: Milnesiidae) a new species from Alabama. Transactions of the Kansas Academy of Science, vol. 112, no 1/2, p. 181-186.